# Louise Bourgoin
Louise Bourgoin (Vannes, 28 november 1981), geboren als Ariane Bourgoin, is een Franse actrice, model en presentatrice.

## Biografie

### Kindertijd en scholing
Als kind van een filosofieprofessor en een literatuurprofessor werd Bourgoin aangemoedigd om te kiezen voor een stabiele carrière. Ze studeerde dan ook vijf jaar aan de École des Beaux-arts de Rennes, om lerares beeldende kunsten te worden. In dezelfde periode begon ook haar carrière als model.

### Carrière als presentatrice
Haar tv-carrière begon als deelneemster aan het programma Fort Boyard in 2003.
Net afgestudeerd begon ze in 2004 als een van de presentatrices van het programma Kawaï op de zender Filles TV.

Twee jaar later werkte ze een korte tijd voor de zender Direct8.
Vanaf de herfst van 2006 tot juni 2008 was ze de Miss Météo in Le Grand Journal op Canal+. Om verwarring te vermijden met Ariane Massenet – die voor dezelfde zender werkte – koos ze hier haar pseudoniem van Louise Bourgoin, ook al omdat ze veel bewondering heeft voor de kunstenares Louise Bourgeois. Vanaf september 2008 presenteert ze ook een korte boekenrubriek in Le Grand Journal, genaamd Lu à la téle.

### Carrière als actrice
Bourgoin maakte haar debuut in de film La Fille de Monaco (2008). Hierin speelt ze 'Audrey', een wat flirterig weermeisje. Al dan niet toevallig is ze ten tijde van de opnames ook echt een weermeisje, voor de zender Canal+. Haar volgende filmrol was die van een bloemenverkoopster in Le Petit Nicolas. Hierna speelde ze in de thriller Blanc comme neige de rol van 'Michèle', de vrouw van het hoofdpersonage.
Haar echte doorbraak bij het francofone film-publiek kwam in 2010 met Les Aventures extraordinaires d'Adèle Blanc-Sec van Luc Besson. Hierin speelt ze het hoofdpersonage 'Adèle Blanc-Sec', een avonturierster en schrijfster uit het tweede decennium van de 20ste eeuw.
Hierop volgde tevens in 2010 het mysterieuze drama L'Autre Monde, waarin Bourgoin de vrouwelijke hoofdrol van 'Audrey' voor haar rekening nam. In 2011 speelde ze 'Barbara' in Un heureux événement, een kroniek van de gevolgen van een zwangerschap en de geboorte van een kind. In 2011 verscheen L’amour dure trois ans, waarin ze de rol van 'Alice' vertolkte.

### Privéleven
In 2007 begon ze een relatie met de Franse acteur, zanger en muzikant Julien Doré. In 2010 brak het koppel met elkaar.
Haar hobby's zijn schilderen, beeldhouwen en schaken. De eerste twee zijn een erfenis van haar scholing aan de École des Beaux-arts de Rennes.

## Filmografie
- 2008 - La Fille de Monaco (Anne Fontaine) als Audrey Varella
- 2009 - Le Petit Nicolas (Laurent Tirard) als bloemenverkoopster
- 2010 - Blanc comme neige (Christophe Blanc) als Michele
- 2010 - Les Aventures extraordinaires d'Adèle Blanc-Sec (Luc Besson) als Adèle Blanc-Sec
- 2010 - Sweet Valentine (Emma Luchini) : als Camille
- 2010 - L'Autre Monde (Gilles Marchand) als Audrey
- 2011 - Un heureux événement (Rémi Bezançon) als Barbara
- 2011 - L'amour dure trois ans (Frédéric Beigbeder) als Alice
- 2012 - Astérix et Obélix : Au service de sa Majesté (Laurent Tirard) als Falbala
- 2013 - La Religieuse (Guillaume Nicloux) als soeur Christine
- 2014 - Un beau dimanche (Nicole Garcia) als Sandra
- 2014 - The Love Punch (Joel Hopkins) als Manon Fontane
- 2015 - Les Chevaliers blancs (Joachim Lafosse) als Laura Turine
- 2015 - Je suis un soldat (Laurent Larivière) als Sandrine
- 2017 - Sous Le même toit (Dominique Farrugia) als Delphine